# فراس البریکان
فراس البریکان (زادهٔ ۱۴ مهٔ ۲۰۰۰) بازیکن فوتبال اهل عربستان است که در پست مهاجم برای باشگاه الاهلی عربستان و تیم ملی فوتبال عربستان بازی میکند .